# Ozero Vorobi
Ozero Vorobi (ryska: Озеро Воробьи) är en sjö i Belarus. Den ligger i voblasten Hrodna voblast, i den nordvästra delen av landet, 130 km nordväst om huvudstaden Minsk. Ozero Vorobi ligger 126 meter över havet. Arean är 0,28 kvadratkilometer. Den sträcker sig 0,6 kilometer i nord-sydlig riktning, och 0,9 kilometer i öst-västlig riktning.
Omgivningarna runt Ozero Vorobi är en mosaik av jordbruksmark och naturlig växtlighet. Runt Ozero Vorobi är det ganska glesbefolkat, med 42 invånare per kvadratkilometer.